# アーカンソー州知事
アーカンソー州知事 (Governor of Arkansas) は、アメリカ合衆国アーカンソー州の州知事である。
以下の一覧ではアーカンソー準州時代の知事についても列挙する。

## 知事

### アーカンソー準州知事
| 氏名                    | 就任         | 退任           | 任命者                       |
| ----------------------- | ------------ | -------------- | ---------------------------- |
| ジェームズ・ミラー      | 1819年3月3日 | 1824年12月27日 | ジェームズ・モンロー         |
| ジョージ・イザード      | 1825年3月4日 | 1828年11月22日 | ジェームズ・モンロー         |
| ジョージ・イザード      | 1825年3月4日 | 1828年11月22日 | ジョン・クインシー・アダムズ |
| ジョン・ポープ          | 1829年3月9日 | 1835年3月9日   | アンドリュー・ジャクソン     |
| ウィリアム・S・フルトン | 1835年3月9日 | 1836年6月15日  | アンドリュー・ジャクソン     |

### アーカンソー州知事
|    | 氏名                                   | 就任           | 退任           | 政党   |
| -- | -------------------------------------- | -------------- | -------------- | ------ |
| 1  | ジェームズ・コンウェイ                 | 1836年9月13日  | 1840年11月4日  | 民主党 |
| 2  | アーチボルド・イェール                 | 1840年11月4日  | 1844年4月29日  | 民主党 |
| ―  | サミュエル・アダムズ                   | 1844年4月29日  | 1844年11月5日  | 民主党 |
| 3  | トーマス・スティーヴンソン・ドリュー   | 1844年11月5日  | 1849年1月10日  | 民主党 |
| ―  | リチャード・C・バード                  | 1849年1月10日  | 1849年4月19日  | 民主党 |
| 4  | ジョン・セルデン・ローン               | 1849年4月19日  | 1852年11月15日 | 民主党 |
| 5  | エリアス・ネルソン・コンウェイ         | 1852年11月15日 | 1860年11月16日 | 民主党 |
| 6  | ヘンリー・マッセイ・レクター           | 1860年11月16日 | 1862年11月4日  | 民主党 |
| 7  | ハリス・フラナギン                     | 1862年11月4日  | 1865年5月26日  | 民主党 |
| 8  | アイザック・マーフィー                 | 1864年4月18日  | 1868年7月2日   | 共和党 |
| 9  | パウエル・クレイトン                   | 1868年7月2日   | 1871年3月17日  | 共和党 |
| ―  | オズラ・アマンダー・ハドリー           | 1871年3月17日  | 1873年1月6日   | 共和党 |
| 10 | イライシャ・バクスター                 | 1873年1月6日   | 1874年11月12日 | 共和党 |
| 11 | オーガスタス・ヒル・ガーランド         | 1874年11月12日 | 1877年1月11日  | 民主党 |
| 12 | ウィリアム・リード・ミラー             | 1877年1月11日  | 1881年1月11日  | 民主党 |
| 13 | トーマス・ジェームス・チャーチル       | 1881年1月11日  | 1883年1月13日  | 民主党 |
| 14 | ジェームズ・ヘンダーソン・ベリー       | 1883年1月13日  | 1885年1月17日  | 民主党 |
| 15 | サイモン・ポラード・ヒューズ・ジュニア | 1885年1月17日  | 1889年1月8日   | 民主党 |
| 16 | ジェームズ・フィリップ・イーグル       | 1889年1月8日   | 1893年1月10日  | 民主党 |
| 17 | ウィリアム・ミード・フィッシュバック   | 1893年1月10日  | 1895年1月8日   | 民主党 |
| 18 | ジェームズ・ポール・クラーク           | 1895年1月8日   | 1897年1月12日  | 民主党 |
| 19 | ダニエル・ウェブスター・ジョーンズ     | 1897年1月12日  | 1901年1月8日   | 民主党 |
| 20 | ジェフ・デイヴィス                     | 1901年1月8日   | 1907年1月8日   | 民主党 |
| 21 | ジョン・セバスティアン・リトル         | 1907年1月8日   | 1907年2月15日  | 民主党 |
| ―  | ジョン・アイザック・ムーア             | 1907年2月15日  | 1907年5月14日  | 民主党 |
| ―  | ゼノフォン・オーヴァートン・ピンダル   | 1907年5月14日  | 1909年1月11日  | 民主党 |
| ―  | ジェシー・M・マーティン                | 1909年1月11日  | 1909年1月14日  | 民主党 |
| 22 | ジョージ・ワシントン・ドナヒー         | 1909年1月14日  | 1913年1月16日  | 民主党 |
| 23 | ジョゼフ・テイラー・ロビンソン         | 1913年1月16日  | 1913年3月8日   | 民主党 |
| ―  | ウィリアム・オールダム                 | 1913年3月8日   | 1913年3月13日  | 民主党 |
| ―  | ジュニアス・マリオン・フットレル       | 1913年3月13日  | 1913年7月23日  | 民主党 |
| 24 | ジョージ・ワシントン・ヘイズ           | 1913年7月23日  | 1917年1月10日  | 民主党 |
| 25 | チャールズ・ヒルマン・ブラウ           | 1917年1月10日  | 1921年1月11日  | 民主党 |
| 26 | トーマス・チップマン・マクレイ         | 1921年1月11日  | 1925年1月13日  | 民主党 |
| 27 | トム・ジェファーソン・テラル           | 1925年1月13日  | 1927年1月11日  | 民主党 |
| 28 | ジョン・エリス・マルティノー           | 1927年1月11日  | 1928年3月4日   | 民主党 |
| 29 | ハーヴェイ・パーネル                   | 1928年3月4日   | 1933年1月10日  | 民主党 |
| 30 | ジュニアス・マリオン・フットレル       | 1933年1月10日  | 1937年1月12日  | 民主党 |
| 31 | カール・エドワード・ベイリー           | 1937年1月12日  | 1941年1月14日  | 民主党 |
| 32 | ホーマー・マーティン・アドキンス       | 1941年1月14日  | 1945年1月9日   | 民主党 |
| 33 | ベンジャミン・トラヴィス・レイニー     | 1945年1月9日   | 1949年1月11日  | 民主党 |
| 34 | シド・マクマス                         | 1949年1月11日  | 1953年1月13日  | 民主党 |
| 35 | フランシス・チェリー                   | 1953年1月13日  | 1955年1月11日  | 民主党 |
| 36 | オーヴァル・フォーバス                 | 1955年1月11日  | 1967年1月10日  | 民主党 |
| 37 | ウィンスロップ・ロックフェラー         | 1967年1月10日  | 1971年1月12日  | 共和党 |
| 38 | デイル・バンパーズ                     | 1971年1月12日  | 1975年1月3日   | 民主党 |
| ―  | ボブ・C・ライリー                      | 1975年1月3日   | 1975年1月14日  | 民主党 |
| 39 | デイヴィッド・プライアー               | 1975年1月14日  | 1979年1月3日   | 民主党 |
| ―  | ジョー・パーセル                       | 1979年1月3日   | 1979年1月9日   | 民主党 |
| 40 | ビル・クリントン                       | 1979年1月9日   | 1981年1月19日  | 民主党 |
| 41 | フランク・D・ホワイト                  | 1981年1月19日  | 1983年1月11日  | 共和党 |
| 42 | ビル・クリントン                       | 1983年1月11日  | 1992年12月12日 | 民主党 |
| 43 | ジム・ガイ・タッカー                   | 1992年12月12日 | 1996年7月15日  | 民主党 |
| 44 | マイク・ハッカビー                     | 1996年7月15日  | 2007年1月9日   | 共和党 |
| 45 | マイク・ビーブ                         | 2007年1月9日   | 2015年1月13日  | 民主党 |
| 46 | エイサ・ハッチンソン                   | 2015年1月13日  | 2023年1月10日  | 共和党 |
| 47 | サラ・ハッカビー・サンダース           | 2023年1月10日  | 現職           | 共和党 |